# Synidotea marplatensis
Synidotea marplatensis is een pissebed uit de familie Idoteidae. De wetenschappelijke naam van de soort is voor het eerst geldig gepubliceerd in 1922 door Giambiagi.